# Geelgroene struikgors
De geelgroene struikgors (Atlapetes luteoviridis synoniem: Pselliophorus luteoviridis) is een zangvogel uit de familie Amerikaanse gorzen.

## Verspreiding en leefgebied
Deze soort is endemisch in de vochtige bergwouden van westelijk Panama.